# Hôtel Dellor
L'hôtel Dellor est un immeuble privé, situé à Hyères, dans le département du Var.

## Histoire
Il a été construit au XVIIe siècle.
Située au n°9 de la rue du Portalet, cette maison a été construite vers 1665 (date inscrite sur sa porte d'entrée) pour la famille Dellor, établie à Hyères en 1625 et dont les membres y occupèrent des charges importantes jusqu'au XIXe siècle.
En effet, quelques ex votos susceptis sont conservés à la collégiale Saint-Paul, eux-mêmes provenant de la chapelle Notre-Dame-de-Consolation.

## Protection
Le rez-de-chaussée de la façade, l'escalier et l'élévation sont inscrits aux Monuments historiques depuis un arrêté du 23 novembre 1946.